# Boskoop vasútállomás
Boskoop vasútállomás vasútállomás Hollandiában, Boskoop városában.

## Vasútvonalak
Az állomást az alábbi vasútvonalak érintik:
- Gouda-Alphen aan den Rijn-vasútvonal

## Kapcsolódó állomások
A vasútállomáshoz az alábbi állomások vannak a legközelebb:
- Alphen aan den Rijn vasútállomás
- Boskoop Snijdelwijk railway station